# Episodi di Heroes (prima stagione)
La prima stagione della serie televisiva Heroes, coincidente con il primo volume della serie, Genesi (Genesis nella versione originale), è andata originariamente in onda negli Stati Uniti dal 25 settembre 2006 al 21 maggio 2007 sul network NBC. Il primo episodio, in versione più lunga rispetto a quello poi visto in tv, era già stato proiettato in anteprima al Comic-Con di San Diego nell'estate del 2006, con un titolo differente a quello poi visto in tv: A sua immagine.
In Italia la serie è approdata in anteprima assoluta su Italia 1 dal 2 settembre 2007 con un doppio episodio settimanale. Il 25 ottobre 2007, però, l'emittente ha annunciato la sospensione dalla programmazione a causa dei bassi ascolti. Le ultime 4 puntate rimanenti sono infine state mandate in onda tra il 7 e il 14 novembre in seconda serata, alle 23:30, con doppio episodio a serata.
A partire da gennaio 2008 la serie è poi stata riproposta in prima serata sul neonato canale Steel, della piattaforma del digitale terrestre Mediaset Premium.
In DVD la prima stagione è uscita negli Stati Uniti il 28 agosto 2007 e in Europa, Italia compresa, nel mese di dicembre 2007.
Gli antagonisti principali della stegione sono Sylar, Daniel Linderman e Thompson.
| nº | Titolo originale             | Titolo italiano                   | Prima TV USA      | Prima TV Italia   |
| -- | ---------------------------- | --------------------------------- | ----------------- | ----------------- |
| 1  | Genesis                      | Genesi                            | 25 settembre 2006 | 2 settembre 2007  |
| 2  | Don't Look Back              | Non voltarti indietro             | 2 ottobre 2006    | 2 settembre 2007  |
| 3  | One Giant Leap               | Un grande passo                   | 9 ottobre 2006    | 3 settembre 2007  |
| 4  | Collision                    | Collisione                        | 16 ottobre 2006   | 3 settembre 2007  |
| 5  | Hiros                        | Hiros                             | 23 ottobre 2006   | 9 settembre 2007  |
| 6  | Better Halves                | Anime gemelle                     | 30 ottobre 2006   | 9 settembre 2007  |
| 7  | Nothing to Hide              | Niente da nascondere              | 6 novembre 2006   | 16 settembre 2007 |
| 8  | Seven Minutes to Midnight    | Sette minuti a mezzanotte         | 13 novembre 2006  | 16 settembre 2007 |
| 9  | Homecoming                   | Homecoming                        | 20 novembre 2006  | 23 settembre 2007 |
| 10 | Six Months Ago               | Sei mesi fa                       | 27 novembre 2006  | 23 settembre 2007 |
| 11 | Fallout                      | Ricaduta                          | 4 dicembre 2006   | 30 settembre 2007 |
| 12 | Godsend                      | Un dono di Dio                    | 22 gennaio 2007   | 30 settembre 2007 |
| 13 | The Fix                      | La cura                           | 29 gennaio 2007   | 7 ottobre 2007    |
| 14 | Distractions                 | Distrazioni                       | 5 febbraio 2007   | 7 ottobre 2007    |
| 15 | Run!                         | Corri!                            | 12 febbraio 2007  | 14 ottobre 2007   |
| 16 | Unexpected                   | Inatteso                          | 19 febbraio 2007  | 14 ottobre 2007   |
| 17 | Company Man                  | L'uomo dell'impresa               | 26 febbraio 2007  | 14 ottobre 2007   |
| 18 | Parasite                     | Parassita                         | 4 marzo 2007      | 21 ottobre 2007   |
| 19 | .07%                         | 0,07%                             | 23 aprile 2007    | 21 ottobre 2007   |
| 20 | Five Years Gone              | Fra cinque anni                   | 30 aprile 2007    | 7 novembre 2007   |
| 21 | The Hard Part                | La parte difficile                | 7 maggio 2007     | 7 novembre 2007   |
| 22 | Landslide                    | Plebiscito                        | 14 maggio 2007    | 14 novembre 2007  |
| 23 | How to Stop an Exploding Man | Come si ferma un uomo che esplode | 21 maggio 2007    | 14 novembre 2007  |

## Genesi
- Titolo originale: Genesis
- Diretto da: David Semel
- Scritto da: Tim Kring

### Trama
Dopo aver appreso della morte del padre, Mohinder Suresh, un genetista indiano, parte per gli Stati Uniti per cercare il "paziente zero" dello studio condotto dal genitore, anch'egli un luminare della genetica convinto che alcuni individui in tutto il mondo stiano sviluppando delle capacità eccezionali. Claire Bennet, una giovane cheerleader di Odessa, gira dei videoclip assieme all'amico Zach per documentare le sue sensazionali capacità rigenerative. Niki Sanders, una giovane madre di Las Vegas, si trova a dover fuggire assieme al figlio Micah, un ragazzo prodigio, dagli sgherri dell'uomo cui deve molti soldi: i due, tuttavia, riescono a prenderla a casa sua e la donna perde i sensi; quando si risveglia, Niki li trova entrambi barbaramente uccisi, mentre l'immagine di sé stessa riflessa in uno specchio la invita a tacere su quanto accaduto. Peter Petrelli, un giovane infermiere di New York, comunica al fratello Nathan, brillante politico in corsa per accedere al Congresso, che crede di saper volare. Hiro Nakamura, un giovane impiegato giapponese, dimostra all'amico e collega Ando Masahashi di essere in grado di piegare il continuum spaziotemporale. Isaac Mendez, artista tossicodipendente compagno della donna, Simone, il cui padre Charles è paziente di Peter, sembra in grado di dipingere il futuro, predicendo una catastrofe nucleare che si abbatterà su New York; il ragazzo, che cade in overdose, viene salvato proprio dal giovane infermiere. Hiro riesce a teletrasportarsi nella grande mela mentre si scopre che il padre adottivo di Claire è lo stesso uomo che in India aveva frugato nell'appartamento del padre di Mohinder, che poi rintraccia a New York, in cerca dei suoi appunti. Nathan infine salva il fratello, gettatosi dalla cima di un palazzo, volando.
- Altri interpreti: Shishir Kurup (Nirand), John Prosky (principale), Deirdre Quinn (Tina), Brian Tarantina (Weasel), Richard Roundtree (Charles Deveaux), Randall Bentley (Lyle Bennet), Max Amini (tassista), Claudia DiFolco (giornalista), Milos Milicevic (energumeno), David Ury (Super), Greg Wrangler (capo pompiere), Tohoru Masamune (Boss alla Yamagata), Corey Kotler (guidatore di autobus [non accreditato]).
- Ascolti Italia: telespettatori: 2.415.000 – share: 12,29%[2]

### Versione estesa
L'episodio pilota è stato proiettato in versione estesa per la prima volta al Comic-Con di San Diego nell'estate del 2006, con diversi mesi di anticipo rispetto alla prima televisiva. Rispetto a quello trasmesso in TV, presenta una durata più lunga, circa 74 minuti, e un titolo diverso: A sua immagine (In His Own Image), ed è stato incluso come versione alternativa Director's Cut del pilota nel cofanetto DVD della prima stagione.
Tale versione in particolare si caratterizza per scene aggiuntive con protagonista Matt Parkman, la cui sottotrama è legata al suo coinvolgimento nella ricerca di un gruppo di terroristi, responsabili anche del deragliamento del treno ad Odessa. Nella versione finale televisiva i produttori eliminarono del tutto tale scene, rimandando il debutto di Matt Parkman al secondo episodio, nel quale è coinvolto nella ricerca di un serial killer anziché di terroristi. Tra le altre scene in più presenti:
- Sylar è introdotto come Paul Sylar e nel finale incontra Mohinder;
- Isaac Mendez viene ritrovato con la mano completamente recisa e separata dal corpo, anziché in overdose;
- Micah sottrae del denaro alla donna alla quale era stato affidato e fugge per raggiungere il padre D.L., rinchiuso in prigione.

## Non voltarti indietro
- Titolo originale: Don't Look Back
- Diretto da: Allan Arkush
- Scritto da: Tim Kring

### Trama
Mohinder trova un uomo in casa sua intento a piazzare delle cimici: ne nasce una colluttazione e il genetista indiano viene salvato dalla vicina di casa, che conosceva suo padre. Hiro scopre che un fumetto racconta con fedeltà impressionante la sua vita recente: l'autore è Isaac. Niki si sveglia e non ricorda come ha fatto ad uccidere i due scagnozzi. Zach comunica a Claire che non trova più la cassetta dei suoi tentati suicidi. Niki torna a casa sua e trova il garage completamente a posto e la chiavi di una macchina, nel cui bagagliaio si trovano i cadaveri dei due scagnozzi e una mappa che il suo riflesso le lascia scritto di seguire. La madre di Peter gli comunica che il padre, depresso sin dalla giovane età, si è in realtà suicidato. Hiro arriva a casa di Isaac ma lo trova morto e col cervello asportato, venendo poi braccato subito dopo dalla polizia. Matt Parkman, poliziotto di Los Angeles, ritrova una bambina, unica sopravvissuta al massacro della sua famiglia (al padre è stato asportato il cervello ed è completamente congelato e i detective sospettano sia opera di un serial killer chiamato Sylar), sentendone i pensieri. Mohinder e la vicina, ascoltando la segreteria del padre, scoprono che l'uomo si teneva in contatto con Sylar e la sua ricerca. Matt viene sospettato dell'omicidio della famiglia e arrestato. Il padre di Claire, dopo averle detto che si è attivato per farle conoscere i suoi genitori naturali, vede il video dei tentativi di suicidio della ragazza. Nathan confessa al fratello che ha volato per salvarlo ma che anche lui lo ha fatto: il ragazzo inizialmente non gli crede ma poi levita lui stesso, come in un disegno che aveva realizzato all'ospedale dopo il primo volo. Hiro, interrogato dalla polizia, scopre che sono passate cinque settimane senza che se ne sia accorto: in quel momento l'esplosione profetizzata da Isaac si avvera, ma Hiro si salva tornando al momento prima di teletrasportarsi a New York.
- Altri interpreti: Clea DuVall (Audrey Hanson), Nora Zehetner (Eden McCain), Stacy Haiduk (agente dell'FBI), Richard Steinmetz (detective), Matt Lanter (Brody Mitchum), Danielle Savre (Jackie Wilcox), Deirdre Quinn (Tina), Brian Tarantina (Weasel), Russell B. McKenzie (Poliziotto di quartiere), Tadao Tomomatsu (Detective Furakowa), Dennis Chavis (Newsie), Karl T. Wright (preside Marks), Ian Quinn (pompiere), Carl Ciarfalio (Jumpsuit), Josh Clark (sceriffo), Adair Tishler (Molly Walker), Jim Devoti (poliziotto), Maurice LaMarche (Sylar [voce; non accreditato])
- Ascolti Italia: telespettatori: 2.324.000 – share: 11,95%[2]

## Un grande passo
- Titolo originale: One Giant Leap
- Diretto da: Greg Beeman
- Scritto da: Tim Kring e Jeph Loeb

### Trama
Hiro, tornato a due giorni dopo il suo teletrasporto a New York, tenta di convincere Ando a sventare i crimini che avverranno nel futuro. Peter, che non riesce più a volare, mostra al fratello il libro scritto dal padre di Mohinder, Chandra Suresh. Mohinder e la sua vicina scoprono l'agenda del padre dell'indiano, dove si trova l'indirizzo di casa di Sylar. Matt, sotto interrogatorio, tenta di spiegare le sue ragioni e riesce a dimostrare il suo potere, cosa che gli vale la proposta di collaborare con l'FBI. Hiro dimostra ad Ando i suoi poteri salvando una bambina, mentre Niki, dopo aver seppellito i due corpi nel deserto, lascia Micah da sua nonna e la donna si rifiuta di vedere le prove che il figlio, marito di Niki, ha ucciso un uomo ed è fuggito con una grossa somma. Mohinder e la vicina arrivano a casa di Sylar e scoprono una stanza segreta dove si trova una mappa simile a quella di Chandra. Matt e l'agente dell'FBI salvano Molly, la bambina sopravvissuta, da Sylar, il quale, nonostante venga più volte colpito dal poliziotto, riesce a fuggire. Claire amoreggia con il quarterback della squadra, ma questi tenta di violentarla e, nella colluttazione, la cheerleader resta apparentemente uccisa cadendo su un paletto di legno che le perfora il cranio. Matt, in un bar, non riesce a sentire i pensieri di un uomo e subito dopo si accascia a terra. Mohinder conduce la polizia a casa di Sylar, ma quando vi ritornano è vuota. Peter ha un diverbio con Nathan e successivamente bacia Simone. Claire, infine, non appena le viene tolto il paletto dal cervello, si risveglia sul tavolo dell'autopsia.
- Altri interpreti: Clea DuVall (Audrey Hanson), Nora Zehetner (Eden McCain), Tina Lifford (Paulette Hawkins), Elizabeth Lackey (Janice Parkman), Eugene Byrd (Manager della campagna), Matt Lanter (Brody Mitchum), Danielle Savre (Jackie Wilcox), Adair Tishler (Molly Walker), Ashlee Gillespie (Lori Trammel), Riki Lindhome (Signora del noleggio auto), Mark Nearing (Soldato), Rick Scarry (Barista), Matt Eyde (Poliziotto in uniforme)
- Ascolti Italia: telespettatori: 2.316.000 – share: 9,97%[3]

## Collisione
- Titolo originale: Collision
- Diretto da: Ernest R. Dickerson
- Scritto da: Bryan Fuller e Tim Kring

### Trama
Matt si risveglia legato ad un letto: ad averlo rapito sono stati il padre di Claire e il ragazzo del pub per analizzare il suo potere. Ando e Hiro arrivano a Las Vegas assieme a Niki e Micah, i quali sono stati condotti qui da uno scagnozzo dello strozzino della donna. Claire, svegliatasi durante l'autopsia, riesce a fuggire. Mohinder avvicina Nathan mettendolo in guardia da Sylar e chiedendogli di parlare del suo potere, ma l'uomo, in partenza per Las Vegas dove deve incontrarsi con lo strozzino di Niki per ottenere dei fondi, lo fa allontanare. Claire riesce a rientrare in casa senza essere vista, ma il padre capisce che è stata fuori tutta la notte. Mohinder, ricevute le ceneri del padre, decide di tornare in India ma subito dopo Peter bussa alla sua porta dicendogli di credere di essere uno dei soggetti speciali della ricerca del padre; il genetista si mostra molto scettico, ma il ragazzo gli dice di voler andare da Isaac per dimostrargli la verità. I due giungono a casa dell'artista proprio quando questi, sotto l'effetto dell'eroina e del suo potere, sta dipingendo un attacco che subirà Claire; l'artista, in stato di trance, non apre loro la porta e i due se ne vanno. Per ordine del suo strozzino, Linderman, Niki abborda Nathan nell'hotel di Las Vegas in cui alloggia; i due, inizialmente, si danno solo un bacio, ma quando l'alter ego della donna si sveglia per salvarla da un altro scagnozzo, i due passano poi la notte insieme. Claire, dopo aver saputo da un'altra ragazza di essere stata violentata anche lei dal quarterback, con una scusa si fa dare un passaggio per poi andare ad impattare con l'auto contro un muro. Niki e Nathan vengono scoperti dal padre della cheerleader e l'uomo, assieme al ragazzo del pub, rapisce il politico. Mentre infine si trova in metropolitana assieme a Mohinder, il tempo si ferma e Peter incontra l'Hiro del futuro, che gli dice di avere un messaggio per lui.
- Altri interpreti: Nora Zehetner (Eden McCain), Matt Lanter (Brody Mitchum), Eugene Byrd (Manager della campagna), Danielle Savre (Jackie Wilcox), Deirdre Quinn (Tina), Nicole Bilderback (Ms. Sakamoto), Toni Lewis (Esaminatore medico), Matt Bushell (Seguace di Linderman), Kristin Veitch (Croupier), Mark Allan Stewart (Giocatore d'azzardo), Ashlee Gillespie (Lori Trammel), Mark Nearing (Soldato della guardia nazionale del Nevada), Randall Bentley (Lyle Bennet), Paydin LoPachin (Prossima vittima di Brody)
- Ascolti Italia: telespettatori: 2.490.000 – share: 11,61%[3]
- Curiosità: Hiro e Ando, in una scena, appaiono vestiti come Tom Cruise e Dustin Hoffman nel film Rain Man - L'uomo della pioggia.

## Hiros
- Titolo originale: Hiros
- Diretto da: Paul Shapiro
- Scritto da: Michael Green e Tim Kring

### Trama
L'Hiro del futuro dice a Peter di salvare Claire e il mondo e di tornare da Isaac. Nathan riesce a sfuggire al padre di Claire e al suo scagnozzo volando. La sottoposta di Linderman mostra a Niki la notte che il suo alter ego e Nathan hanno passato insieme e le dice che il suo debito è saldato. Matt si sveglia a casa sua senza ricordi su quanto gli è capitato il giorno precedente e si riconcilia con la moglie. Hiro e Ando, abbandonati nel deserto dagli uomini che avevano ingannato al casinò, raggiungono una tavola calda: qui si separano e Hiro vede arrivare in volo Nathan; il giovane giapponese avvicina il politico e, spiegandogli i suoi poteri e il futuro che conosce, si fa riaccompagnare a Las Vegas. Claire, in ospedale, confessa al padre il tentato stupro subìto e la verità dietro all'incidente. Peter, separatosi da Mohinder, arriva a casa di Isaac e, nonostante l'artista si rifiuti di aiutarlo, il giovane nota il dipinto che ritrae Claire. Nathan ritorna all'hotel e Niki gli confessa che Linderman ha filmato la notte che hanno passato insieme per ricattarlo. Il padre di Claire avvicina in ospedale il quarterback e, dopo un confronto, incarica il suo assistente di cancellargli completamente la memoria. Peter nota un filo conduttore nelle opere di Isaac e, nel tentativo di completare il quadro che ritrae l'individuo che attaccherà Claire, cade nello stesso stato di trance dell'artista, iniziando a completare l'opera. Claire va da Brody, il quarterback, per chiedergli scusa, ma il ragazzo non ricorda nemmeno il proprio nome. Niki torna a casa e vi trova la polizia, che le comunica che suo marito è in città e probabilmente sulle sue tracce; pochi secondi dopo arriva nella casa Ando, che conosce la donna per via dei suoi filmini online. Matt, uscito per fare delle compere, evita una rapina grazie al suo potere ma subito dopo avverte un malore. Ando se ne va da casa di Niki e poco dopo il marito della donna appare dentro l'abitazione; il giapponese poi si ricongiunge a Hiro. Peter completa il quadro, che mostra la morte di Claire, e subito dopo suona il telefono: è Hiro, cui Peter dice di avere un messaggio per lui.
- Altri interpreti: Elizabeth Lackey (Janice Parkman), Matt Lanter (Brody Mitchum), Eugene Byrd (Manager della campagna), Archie Kao (Dottore), Deirdre Quinn (Tina), Danielle Savre (Jackie Wilcox), Michael Reilly Burke (Detective), Nicole Bilderback (Ms. Sakamoto), Adam Harrington (Paramedico), Mike Foy (Attore)
- Ascolti Italia: telespettatori: 2.127.000 – share: 10,25%[4]

## Anime gemelle
- Titolo originale: Better Halves
- Diretto da: Greg Beeman
- Scritto da: Natalie Chaidez e Tim Kring

### Trama
Peter ripete ad Hiro il messaggio riferitogli dal suo alter ego del futuro e lo invita a New York; successivamente il giovane nota un vuoto nell'insieme dei quadri e Isaac gli dice che quello mancante ce l'ha Simone. Il padre di Claire le comunica che i suoi genitori naturali la vogliono conoscere il giorno dopo e la ragazza accetta. Niki si sveglia nel cuore della notte e trova il marito D.L. in casa; l'uomo le comunica che è stata una donna a sabotare il suo piano e a costringerlo a fuggire e che il giorno successivo scoprirà chi è. Ando e Hiro vengono costretti dai giocatori che avevano ingannato a giocare un'altra volta per ripagarli; Ando scopre, durante la partita, che vogliono ucciderli e, quando lo comunica a Hiro con una scusa, i due sentono che i giocatori vengono trucidati da una donna che però non si accorge dei due. D.L. e Niki si svegliano e l'uomo dice alla moglie che non ha dormito per tutta la notte e subito dopo la donna vede il suo alter ego nello specchio. Mohinder decide di tornare in India e Eden, la sua vicina, lo bacia sicura di rivederlo. D.L. e Niki arrivano al luogo dove l'uomo dice di trovare le prove dell'inganno che lo ha colpito, ma i due si trovano davanti al massacro dei giocatori di poker. Eden telefona al padre di Claire dicendogli che Mohinder è ripartito e riferendogli il messaggio dell'Hiro del futuro. Niki confessa a D.L. il massacro del garage e subito dopo ha un dialogo con il suo alter ego, che le confessa tutti i crimini compiuti e la spinge a fuggire dal marito con Micah e i soldi che gli hanno rubato. Claire rimane molto delusa dall'incontro coi suoi genitori naturali, che sembrano d'accordo col padre adottivo, e la madre adottiva le confessa che quando era molto piccola sospettarono un'anomalia genetica. Niki recupera i soldi ma D.L. la scopre; l'alter ego della donna si risveglia e i due cominciano a lottare, finché D.L., mostrando il potere di attraversare la materia, la stende. Isaac, riguardando un quadro che ritrae Niki dopo lo scontro con D.L., scopre uno strano simbolo a elica disegnato sulla spalla, quando Eden, giunta lì per ordine del padre di Claire, bussa alla sua porta. 
- Altri interpreti: Nora Zehetner (Eden McCain), Karri Turner (Lisa), Colby French (Hank), Mark Allan Stewart (Giocatore d'azzardo), Dean Napolitano (Vicesceriffo di Las Vegas), Paul Raci (Ernie the Weasel), Stephen Full (Lowlife)
- Ascolti Italia: telespettatori: 2.370.000 – share: 11,41%[4]

## Niente da nascondere
- Titolo originale: Nothing to Hide
- Diretto da: Donna Deitch
- Scritto da: Jesse Alexander e Tim Kring

### Trama
Simone raggiunge Peter nel suo appartamento per comunicargli la morte di suo padre Charles. Zach dice a Claire di aver ritrovato la cassetta con i suoi tentativi di suicidio ma il nastro finisce nelle mani del fratello della ragazza. Peter e Simone arrivano a casa di Isaac: l'artista è scomparso con tutti i suoi quadri e la donna comunica a Peter di aver venduto il quadro che cercava a Linderman. L'agente dell'FBI rintraccia Matt dicendogli che Sylar ha ucciso ancora e che hanno bisogno di lui. Il fratello di Claire, Lyle, vede la cassetta e scopre i poteri della ragazza. Matt e l'agente dell'FBI scoprono, sul corpo della vittima, un'impronta digitale che corrisponde ad un certo Ted Sprague. Niki parla a Tina, la sua amica, del suo alter ego Jessica, mentre D.L. e Micah incontrano Ando e Hiro, assieme ai quali salvano alcune persone da un'auto in fiamme. Peter raggiunge Nathan durante un brunch con un influente giornalista e lo ricatta per avere aiuto con il quadro di Linderman. Claire riesce a convincere Lyle a restituirle la cassetta e a mantenere il segreto per il bene della famiglia. Matt e l'agente dell'FBI arrivano a casa di Ted Sprague, che si rivela infestata dalle radiazioni, le stesse che hanno carbonizzato la vittima. Peter riesce a fornire un'ottima scusa per il fratello riguardo ai fatti di Las Vegas mentre Matt dice ad Audrey, l'agente dell'FBI, che non ritiene che Sprague sia Sylar: i due raggiungono l'ospedale dov'è ricoverata la moglie di Sprague e vi trovano l'uomo, che Matt riesce a fermare riferendogli i pensieri della donna, che poco dopo muore. Niki chiede aiuto a Nathan, ma l'uomo rifiuta e Jessica si risveglia. Nathan comunica al fratello che Linderman non intende rinunciare al quadro e che a Las Vegas è stato quasi rapito dal padre di Claire e il suo aiutante, ma il giovane non gli crede. Matt nota uno strano segno sul suo collo (Sprague ne ha uno identico) e un suo collega gli dice che Audrey ha spinto per fargli ritentare l'esame da detective; sentendo i pensieri dell'uomo, però, Matt scopre che questi ha una relazione con sua moglie e lo colpisce. Micah, aggiustando un telefono pubblico con il solo tocco, telefona alla madre: Jessica risponde e il bambino le dice dove si trova.
- Altri interpreti: Clea DuVall (Audrey Hanson), Elizabeth Lackey (Janice Parkman), Matthew John Armstrong (Ted Sprague), Deirdre Quinn (Tina), Rick Peters (Tom McHenry), Stephen Spinella (Oliver Dennison), Rena Sofer (Heidi Petrelli), Richard Roundtree (Charles Deveaux), Justin Evans (Simon Petrelli), Jackson Wurth (Monty Petrelli), Kate Connor (Infermiera Jennifer), Randall Bentley (Lyle Bennet), Mark Anthony Cage (Pattuglia autostradale), Eliza Coleman (Donna nell'incidente)
- Ascolti Italia: telespettatori: 1.741.000 – share: 7,73%[5]

## Sette minuti a mezzanotte
- Titolo originale: Seven Minutes to Midnight
- Diretto da: Paul A. Edwards
- Scritto da: Tim Kring

### Trama
Mohinder è in India per il funerale del padre mentre Eden si occupa di Isaac. Hiro e Ando, in una tavola calda in Texas, si imbattono in una cameriera (ritratta anche in un quadro di Isaac) con una memoria straordinaria; nello stesso luogo si trova un uomo che li osserva attentamente. Hiro e la cameriera entrano in confidenza mentre Matt interroga Ted, scoprendo che l'uomo ha sul collo un segno identico a quello che ha lui. Ted e Matt confrontano le loro esperienze e trovano tutto uguale, compresa la figura dell'Haitiano che accompagna il padre di Claire; l'uomo radioattivo viene poi portato via dall'FBI. Il signor Bennet si incontra con Isaac dicendogli che lo aiuterà perché ha bisogno di lui. La cameriera, Charlie, viene uccisa mentre Mohinder si confronta con la madre riguardo ad un sogno che ha avuto sul padre: la donna, quindi, gli confessa che aveva una sorella, morta a soli cinque anni. Il signor Bennet spiega a Isaac che la cheerleader che ha dipinto è sua figlia Claire e che Sylar, l'uomo che vuole ucciderla, la attaccherà alla prossima partita di football, per poi attaccare chiunque abbia dei poteri. Il signor Bennet costringe Eden a convincere Isaac a drogarsi per avere un'altra premonizione e la ragazza ci riesce. Hiro decide di tornare al giorno precedente per salvare Charlie impedendole di andare al lavoro. La moglie di Matt gli confessa il tradimento e subito dopo Audrey lo chiama dicendogli che Ted è fuggito. Mohinder, grazie alla chiave contenuta nell'agenda di Chandra, scopre un fascicolo segreto del padre dove si tratta del bambino che vedeva apparire nei suoi sogni, mentre Ando sta ancora aspettando il ritorno di Hiro.
- Altri interpreti: Clea DuVall (Audrey Hanson), Nora Zehetner (Eden McCain), Erick Avari (Chandra Suresh), Jayma Mays (Charlie Andrews), Matthew John Armstrong (Ted Sprague), Elizabeth Lackey (Janice Parkman), Stacy Haiduk (Agente dell'FBI), Shishir Kurup (Nirand), Sakina Jaffrey (Mrs. Suresh), Kavi Ladnier (Mira Shenoy), Karri Turner (Lisa [credit only]), Josh Clark (Sceriffo), Michael Maury (Vicesceriffo Lloyd), Javin Reid (Sanjog Iyer), Ben Murray (Rufus), Peyton Hinson (Cameriera).
- Ascolti Italia: telespettatori: 2.171.000 – share: 9,56%[5]

## Homecoming
- Titolo originale: Homecoming
- Diretto da: Greg Beeman
- Scritto da: Adam Armus (storia), Nora Kay Foster (storia) e Tim Kring

### Trama
Claire viene nominata reginetta dell'Homecoming, grazie ai voti degli amici di Zach. Nathan, con l'aiuto di Simone recupera il quadro di Isaac che stava cercando Peter. Il quadro ritrae Peter privo di vita davanti al liceo di Claire alle 20.12 della sera dell'homecoming. Nathan, contro la volontà di Simone, lo copre con della vernice nera per salvaguardare l'incolumità del fratello. Jessica, ormai stabilmente al posto di Niki, compra un'arma di grosso calibro per uccidere D.L. e riprendersi Micah, il quale, durante una sosta, scompare. Simone, chiama Peter e gli mostra una foto da lei conservata che ritrae il quadro di Isaac. Peter chiama Hiro perché si rechi anch'egli al liceo di Claire la sera dell'homecoming, ma risponde Andò poiché Hiro è scomparso. Il signor Bennet ordina ad Eden di recarsi al liceo di Claire e fermare Sylar. Zach regala a Claire il libro di Chandra Suresh. Claire, in risposta alle offese di Jackie nei confronti di Zach, la colpisce con un pugno. Il signor Bennet coglie la palla al balzo: mette la figlia in punizione impedendole di recarsi alla cerimonia di incoronazione di reginetta. D.L. ritrova Micah, che gli parla di Jessica, convincendolo ad aiutare la donna. Mohinder trova il bambino del sogno, il cui dono è quello di dare risposte attraverso i sogni. Tuttavia questi, risponde in maniera ermetica ai quesiti di Mohinder. Ando nota Hiro in una foto con Charlie e scopre che la foto risale al compleanno della cameriera tenutosi sei mesi prima, perciò deduce che Hiro si trovi nel passato. Peter raggiunge Ando, ma poiché Hiro non c'è e Ando non ha poteri, decide di recarsi da solo a salvare Claire, che intanto si è recata alla partita fuggendo da casa con Zach. Mohinder ha un altro sogno, al termine del quale, seguendo le indicazioni del bambino, prosegue la ricerca del padre e scopre l'elenco dei soggetti con poteri che questi aveva realizzato. Negli spogliatoi Claire e Jackie stanno avendo un confronto quando subentra Sylar, che uccide Jackie, e sbatte al muro Claire, che nel rialzarsi manifesta il suo dono a Sylar lasciandogli capire di aver sbagliato vittima. Claire riesce comunque a scappare. Peter, arrivato al liceo, aiuta Claire a fuggire e ne acquisisce il potere. Sylar e Peter quindi si scontrano e il ragazzo, grazie al suo nuovo potere si salva, e così capisce che era proprio Claire la cheerleader da salvare. Claire incontra il padre, e ,finalmente, decide di confessar lui il suo potere. Sylar viene fermato da Eden e l'Haitiano. Peter viene arrestato mentre Mohinder dice alla madre che sta per tornare a New York e la informa sui risultati della ricerca del padre, decidendo di recarsi da ognuno dei soggetti identificati per spiegare cosa sta succedendo loro. Jessica trova Micah e D.L. e spara a quest'ultimo. Hiro, tornato sei mesi nel passato, dice a Charlie di essere lì per salvarla.
- Altri interpreti: Nora Zehetner (Eden McCain), Erick Avari (Chandra Suresh), Jayma Mays (Charlie Andrews), Sakina Jaffrey (Mrs. Suresh), Shishir Kurup (Nirand), Matt Lanter (Brody Mitchum), Clay Wilcox (Cecchino), Danielle Savre (Jackie Wilcox), Karl T. Wright (Preside Marks), Danielle Morrow (Ragazza di tutti i giorni), Brent Tarnol (Studente), Ossie Mair (Venditore), Sally Champlin (Cameriera), Josh Clark (Sceriffo), Tiffany Hines (cheerleader), Ryan Smith (Vicesceriffo), Javin Reid (Sanjog Iyer), Alan Evrard (Poliziotto dell'Utah), Prateek Saxena (Venditore n. 2 [non accreditato])
- Ascolti Italia: telespettatori: 2.117.000 – share: 8,9%[6] (conteggio fatto sugli episodi Homecoming e Sei mesi fa)

## Sei mesi fa
- Titolo originale: Six Months Ago
- Diretto da: Allan Arkush
- Scritto da: Aron Eli Coleite e Tim Kring

### Trama
All'inizio dell'episodio vengono mostrati alcuni fatti verificatisi sei mesi prima degli eventi attuali: Chandra Suresh, a Brooklyn, conosce Gabriel Gray, un giovane orologiaio, consegnandogli il suo libro e il suo indirizzo; Matt, a Los Angeles, tenta di fermare Eden, la quale usa il suo potere per farlo andare e via e successivamente incontra l'Haitiano; Claire, durante una discussione con Jackie, si ferisce ad una mano e poco dopo Chandra telefona a casa, dicendo al signor Bennet di dover parlare con la ragazza; Hiro capisce di essere tornato indietro nel tempo di sei mesi anziché di un giorno; Niki frequenta un corso di alcolisti anonimi e incontra il padre; Peter decide di diventare infermiere mentre Nathan gli confessa che la procura gli ha chiesto di fermare Linderman, che è anche il miglior cliente del padre. Chandra e Gabriel si incontrano mentre Eden è nelle mani del signor Bennet; Matt sta per sostenere l'esame da detective mentre Hiro lavora con Charlie, non riuscendo però a convincerla che viene dal futuro; Niki e D.L. si trovano alla tomba della sorella della donna, Jessica, mentre Nathan e la moglie, di ritorno dalla festa di Peter, vengono attaccati da un'auto, la quale provoca un incidente da cui l'uomo si salva volando mentre la donna riporta dei danni alla colonna vertebrale; Peter arriva all'ospedale e dice al fratello di aver sognato l'incidente e Nathan gli rivela che la macchina che li ha tamponati era guidata dagli scagnozzi di Linderman. Il giorno seguente Hiro dimostra a Charlie il suo potere e la donna decide di andare in Giappone con lui; Chandra non trova anomalie in Gabriel e il giovane reagisce in modo molto negativo; il padre di Niki le dà i soldi per iscrivere Micah alla scuola privata ma si rifiuta bruscamente di essere davvero suo padre e Niki vede per la prima volta Jessica riflessa; il signor Bennet arriva da Chandra per parlare di Claire; Jessica va dal padre e dopo averlo brutalizzato, vendicandosi della sua morte dovuta alle botte subìte a causa dell'alcolismo dell'uomo, gli ordina di andarsene lontano da Niki e gli restituisce i soldi; il signor Bennet nota le capacità rigenerative della figlia; Matt viene bocciato all'esame per via della dislessia e sente i pensieri della moglie; Nathan comunica al fratello la morte del padre; Charlie comunica a Hiro di essere molto malata e che lo ama, ma l'istante prima di baciarlo Hiro si ritrova di nuovo in Giappone nel presente; Gabriel, adottando lo pseudonimo Sylar, invita a casa sua e uccide Brian Davis, un telecineta di cui ha scoperto il numero da Chandra, e ne analizza il cervello per scoprire il funzionamento del suo potere e quindi riuscire ad impossessarsene; Eden accetta di lavorare per il signor Bennet, che le ordina di cancellare il nome di Claire dalla lista di Chandra, mentre Sylar dimostra il suo nuovo potere a quest'ultimo. Nel presente Hiro ritorna alla locanda e dice ad Ando di aver fallito nel salvare Charlie ed inoltre che l'amava.
- Altri interpreti: Nora Zehetner (Eden McCain), Graham Beckel (Hal Sanders), Erick Avari (Chandra Suresh), Jayma Mays (Charlie Andrews), Elizabeth Lackey (Janice Parkman), Deirdre Quinn (Tina), Danielle Savre (Jackie Wilcox), Rick Peters (Tom McHenry), David Berman (Brian Davis), Rena Sofer (Heidi Petrelli), Josh Clark (Sceriffo), Michael Maury (Vicesceriffo Lloyd), Robert Rigamonti (Chirurgo), Sally Champlin (Lynette), Yuki Matsuzaki (Lavoratore), Ryan Smith (Vicesceriffo)
- Ascolti Italia: telespettatori: 2.117.000 – share: 8,9%[6] (conteggio fatto sugli episodi Homecoming e Sei mesi fa)

## Ricaduta
- Titolo originale:  Fallout
- Diretto da: John Badham
- Scritto da: Tim Kring e Joe Pokaski

### Trama
Il signor Bennet confessa a Claire che conosceva il suo potere da prima che lei stessa se ne rendesse conto e i due decidono di non dirlo a nessuno che già non lo sappia per proteggere la ragazza. Matt e Audrey investigano sull'attacco di Sylar con l'intento di interrogare Peter. Jessica spara a D.L., ma l'uomo riesce a salvarsi coi suoi poteri e a fuggire con Micah. Il signor Bennet e Sylar hanno un diverbio, durante il quale l'uomo afferma di avere il potere di capire come funzionano le cose, mentre D.L. e Micah si rifugiano in un bosco. Matt e Audrey interrogano Peter: questi copia il potere del poliziotto e dice ai due di proteggere Claire se vogliono prendere Sylar. Mohinder torna a New York mentre Eden saluta Isaac, consegnandogli un cellulare con cui contatta Ando e Hiro. Audrey interroga Claire, accompagnata dal padre, e Matt non riesce a sentirne i pensieri, avvertendo un disturbo, indotto dall'Haitiano. Niki si risveglia e raggiunge Micah, ma Jessica è sempre in agguato. Claire e il padre raggiungono Peter mentre Niki si riappacifica con la famiglia. Claire e Zach distruggono i nastri della cheerleader mentre Isaac si incontra con Hiro e Ando e i tre parlano della bomba. Claire scopre che il fratello non si ricorda della sua abilità mentre Niki, per proteggere la sua famiglia, si consegna alla polizia. Matt e Audrey seguono il padre di Claire; il poliziotto riconosce l'Haitiano e, sforzandosi fino a perdere sangue dal naso, capta il nome di Sylar. Claire scopre che anche Zach non ricorda nulla, mentre suo padre ha un altro confronto con Sylar. Ando e Hiro aiutano Isaac a usare il suo potere senza drogarsi mentre Claire telefona preoccupata al padre; subito dopo l'Haitiano la raggiunge e le confessa tutto, chiedendole di fingere che le abbia cancellato la memoria. Isaac dipinge Hiro che affronta un dinosauro con una spada, la stessa che portava il suo io del futuro, e decide di trovare l'arma; Mohinder riceve una telefonata da Eden, la quale, dopo essere andata da Sylar per vendicare Chandra, si uccide forzata a farlo da Sylar stesso. Peter viene fatto rilasciare dal fratello e poco dopo sviene, sognando di esplodere davanti a tutti gli altri soggetti speciali.
- Altri interpreti: Clea DuVall (Audrey Hanson), Nora Zehetner (Eden McCain), Conroe Brooks (Ufficiale di polizia), Randall Bentley (Lyle Bennet)
- Ascolti Italia: telespettatori: 2.093.000 – share: 8,18%[7] (conteggio fatto sugli episodi Ricaduta e Un dono del cielo)

## Un dono di Dio
- Titolo originale: Godsend
- Diretto da: Paul Shapiro
- Scritto da: Tim Kring

### Trama
Due settimane dopo essere svenuto, Peter si trova in coma in ospedale accudito dalla sua famiglia, mentre Niki è in prigione e Claire finge col padre di non ricordare nulla degli eventi della scuola. Il signor Bennet continua a cercare di capire il potere di Sylar assieme all'uomo che si era spacciato per il padre naturale di Claire mentre Matt cerca di carpirgli, durante una retata, la posizione di Sylar, ma l'Haitiano blocca di nuovo i suoi poteri. Hiro dice ad Ando che i suoi poteri, dopo aver perso Charlie, sono sempre più deboli e che la spada li farà tornare come prima; i due, quindi, trovano l'arma, la katana di Takezo Kensei, in un museo di New York. Simone visita Peter e Nathan le chiede di portarlo da Isaac. D.L. consegna ad un uomo di Linderman i suoi soldi ma questi gli dice che il malavitoso non si dimenticherà di ciò che gli hanno fatto. Mohinder riceve la visita di un agente dell'FBI e questi le comunica la morte di Eden e il suo vero nome. Jessica, in carcere, decide di far usare al suo avvocato la carta dell'infermità mentale per evitare la condanna alla pena di morte che l'accusa intende contestarle. Hiro, usando i suoi poteri, riesce a prendere la spada rallentando il tempo, scoprendo però che si tratta solo di un'imitazione realizzata dal gruppo Linderman. Simone e Nathan arrivano da Isaac, il quale è ormai completamente libero dalla droga e dice di amare ancora la donna; i tre stanno esaminando il quadro che ritrae l'esplosione quando arrivano anche Ando e Hiro. Claire cerca conforto dall'Haitiano e successivamente riprende a filmare il suo potere con Zach. Niki riceve la visita di Micah e D.L. mentre Mohinder trova in casa sua il signor Bennet. Matt confessa alla moglie il suo potere mentre Peter, dopo aver sognato ancora di esplodere, si sveglia dal coma. Simone, di cui Linderman è un cliente, indirizza Hiro e gli altri a Las Vegas; Peter prenota un volo proprio per questa città quando vede l'uomo comparso nel suo ultimo sogno, che è invisibile, mentre Jessica prende di nuovo il sopravvento.
- Altri interpreti: Clea DuVall (Audrey Hanson), Elizabeth Lackey (Janice Parkman), Matthew John Armstrong (Ted Sprague), Kevin Chamberlin (Aron Malsky), Bobby Hosea (Detective), John Ross Bowie (Procuratore legale), Colby French (Hank), Stacy Haiduk (Agente dell'FBI), Christopher Eccleston (Claude), Link Baker (Guardia con il naso rotto), Angela Chee (Telereporter), Ben Murray (Rufus), D. Elliot Woods (Ufficiale della SWAT), Benjamin J. Cain Jr. (Guardia del museo), Steve Schriver (Guardia)
- Ascolti Italia: telespettatori: 2.093.000 – share: 8,18%[7] (conteggio fatto sugli episodi Ricaduta e Un dono del cielo)

## La cura
- Titolo originale: The Fix
- Diretto da: Terrence O'Hara
- Scritto da: Natalie Chaidez e Tim Kring

### Trama
Claude, l'uomo invisibile, dice a Peter che già qualcun altro gli ha detto che poteva fare quello che fa lui per poi allontanarlo bruscamente. Nathan fa visita a Mohinder in cerca del fratello e i due discutono di una possibile cura. Peter tenta di nuovo, ancora inutilmente, di ottenere aiuto da Claude mentre Matt e la moglie cercano di risolvere la questione dell'Haitiano. Hiro e Ando vengono rapiti mentre Niki riceve la visita di una psichiatra disposta ad aiutarla a controllare Jessica; Micah e D.L. hanno intanto dei problemi, mentre Claire si incontra di nuovo con l'Haitiano: l'uomo, in particolare, risponde alla domanda della ragazza sui suoi genitori naturali dicendole che sua madre è morta molti anni prima e che non conosce suo padre, ordinanandole inoltre di non chiedersi più chi siano i suoi veri genitori. Il collega del signor Bennet lo chiama dicendogli che Sylar è morto, ma poco dopo questi si risveglia. Matt viene sospeso per sei mesi mentre uno dei rapitori dice ad Hiro che l'uomo per cui lavora intende fermare la loro missione. Nathan e Mohinder arrivano a casa di Peter: il ragazzo si rifiuta di ascoltarli e viene aiutato da Claude, che acconsente ad insegnargli a usare il suo potere. La moglie di Matt, Janice, gli comunica che è incinta mentre D.L. raggiunge Niki grazie al suo potere, ma la donna lo convince a lasciarla lì. Hiro e Ando scoprono che il mandante dei rapitori è il padre del primo mentre Claire riesce a rintracciare la sua vera madre, Meredith Gordon, una donna che sembra capace di controllare il fuoco. Niki accetta l'aiuto della psichiatra mentre Sylar, infine, si libera davanti al signor Bennet.
- Altri interpreti: Jessalyn Gilsig (Meredith Gordon), Elizabeth Lackey (Janice Parkman), Paula Newsome (Dr. Witherson), Brad Greenquist (Seguace di Nakamura), Colby French (Hank), Alex Fernandez (Capitano di polizia Baldwin), Jesse Corti (Ufficiale di polizia), George Takei (Kaito Nakamura), Christopher Eccleston (Claude), Dominic Testa (Attendente)
- Ascolti Italia: telespettatori: 1.758.000 – share: 6.84%[8] (conteggio fatto sugli episodi La cura e Distrazioni)

## Distrazioni
- Titolo originale: Distractions
- Diretto da: Jeannot Szwarc
- Scritto da: Michael Green e Tim Kring

### Trama
Peter comincia l'addestramento con Claude mentre Niki, tentando di controllare Jessica, fa fuoruscire quest'ultima. Sylar riesce a imprigionare al suo posto il signor Bennet mentre Simone fa visita a Isaac per cercare di scoprire dove si trovi Peter, che il pittore vuole fermare. Il padre di Hiro gli ordina di tornare in Giappone mentre Niki, quando si risveglia, scopre che Jessica ha quasi ucciso la psichiatra. Kimiko, sorella di Hiro, lo convince a tornare a casa mentre Claire e Zach arrivano da Meredith Gordon. Sylar arriva a casa dei Bennet e stringe amicizia con la madre di Claire. La ragazza e Meredith entrano in confidenza e mostrano l'un l'altra i propri poteri. Sylar, dopo essere stato scoperto, arriva al punto di uccidere la signora Bennet, ma in quel momento arrivano suo marito e l'Haitiano che lo mettono in fuga; l'uomo poi cancella la memoria della donna. Simone e Isaac si abbracciano e Claude e Peter, giunti lì per liberare il ragazzo dalle emozioni che ne bloccano i poteri, li vedono. Hiro convince il padre che la sorella è molto più adatta di lui a succedergli come presidente dell'azienda, mentre Niki viene rilasciata grazie all'intervento di Linderman. Peter e Claude hanno un alterco e l'uomo invisibile lo getta dalla cima del palazzo: Peter si rigenera e capisce che per attivare i poteri che ha assorbito deve ricordarsi della persona che glieli ha trasmessi. Isaac, dopo aver dipinto Peter e il suo nuovo potere, telefona al signor Bennet mentre Jessica è tornata a casa fingendosi Niki. Claire nota le amnesie della madre adottiva mentre Meredith contatta il vero padre della ragazza, Nathan.
- Altri interpreti: Jessalyn Gilsig (Meredith Gordon), Paula Newsome (Dr. Witherson), Kevin Chamberlin (Aron Malsky), Saemi Nakamura (Kimiko Nakamura), Colby French (Hank), George Takei (Kaito Nakamura), Christopher Eccleston (Claude), Link Baker (Guardia con il naso rotto), Monica Louwerens (Donna che urla)
- Ascolti Italia: telespettatori: 1.758.000 – share: 6.84%[8] (conteggio fatto sugli episodi La cura e Distrazioni)

## Corri!
- Titolo originale:  Run!
- Diretto da: Roxann Dawson
- Scritto da: Adam Armus, Nora Kay Foster e Tim Kring

### Trama
Meredith telefona a Nathan informandolo di Claire: l'uomo capisce che la donna vuole dei soldi per tacere e i due concordano 100'000 dollari. Jessica, che ormai ha ingannato la sua famiglia spacciandosi per Niki, riceve l'incarico di uccidere un uomo da parte di Linderman, ovvero colui che ha fatto uscire Niki di prigione, mentre Matt ha trovato lavoro come guardia del corpo proprio del bersaglio. Mohinder, dopo tanti rifiuti, trova un uomo disposto a incontrarlo: Zane Taylor. Ando e Hiro conoscono all'hotel di Las Vegas una ragazza, Hope, e in cambio del loro aiuto la ragazza offre loro la possibilità di incontrare Linderman. Nathan si confronta con la madre e la donna gli suggerisce di mandarle i soldi senza rivederla. Claire, dopo un diverbio con il signor Bennet, chiama Meredith e la donna la informa che il padre vuole vederla. Matt salva il suo cliente grazie al suo potere mentre Hiro scopre che Hope li sta usando. Jessica riesce ad avere la meglio su Matt e ad uccidere il suo bersaglio. Claire arriva da Meredith dicendole che vuole conoscere urgentemente il padre: la donna allora le dice che, sebbene l'uomo possa aiutarle economicamente, egli non è disposto a farle da genitore. Sylar arriva a casa di Zane Taylor e, quando Mohinder si presenta alla casa, si spaccia per lui, mostrando il potere di liquefare la materia. Nathan si incontra con Meredith, consegnandole i soldi e vedendo la foto della ragazza; conferma inoltre di non volerla conoscere e Claire origlia la conversazione, rimanendone molto delusa. Sylar convince Mohinder a coinvolgerlo nella sua ricerca mentre Ando riconsegna la sua borsa a Hope, fuggendo assieme a lei mentre Hiro viene trovato dall'uomo della borsa, un agente della commissione gioco d'azzardo. Matt trova i diamanti nascosti dal suo cliente, mentre Claire, tornata a casa, scopre che la madre ha perso la memoria. Jessica, infine, scopre il suo prossimo bersaglio: Nathan.
- Altri interpreti: Jessalyn Gilsig (Meredith Gordon), Elizabeth Lackey (Janice Parkman), Kevin Chamberlin (Aron Malsky), Bill Fagerbakke (Steve Gustavson), Ethan Cohn (Zane Taylor), Missi Pyle (Hope), John Lacy (Detective), Paul Perri (Venditore), Jeremy Gram Weaver (Poliziotto in uniforme)
- Ascolti Italia: telespettatori: 1.775.000 – share: 7.50%[9] (conteggio fatto sugli episodi Corri!, Inatteso e L'uomo dell'impresa)

## Inatteso
- Titolo originale:  Unexpected
- Diretto da: Greg Beeman
- Scritto da: Tim Kring e Jeph Loeb

### Trama
Ted Sprague, nascosto in un casolare nel deserto, riceve la visita di Hana Gitelman, una donna capace di captare le onde radio con il suo stesso segno sul collo, che gli propone di trovare e uccidere coloro che li hanno resi così. La memoria della madre di Claire ritorna improvvisamente, mentre suo padre e l'Haitiano si trovano da Isaac, che è preoccupato che Peter possa distruggere la città. Janice informa Matt che Mohinder ha telefonato a casa loro; questi e Sylar rintracciano una donna, Dale Smither, dotata di un super-udito. Hiro si mette d'accordo con l'uomo che lo ha liberato per salvare Ando mentre l'addestramento di Peter e Claude continua. Ando scopre che nella borsa di Hope ci sono moltissime fiche mentre la madre di Claire sviene durante una conversazione con la figlia. L'Haitiano e il signor Bennet attaccano Claude e Peter, ma questi, usando i suoi poteri, riesce a scappare assieme al suo mentore; Claire telefona al padre informandola del malore della madre e l'uomo, che sembra conoscere Claude, decide di tornare a casa. Matt mostra i diamanti ricevuti dal suo cliente alla moglie, ma l'uomo riceve una telefonata e se ne va. Claude mostra a Peter il segno sul collo e poi se ne va. Hiro e l'agente ritrovano Ando e Hope e, grazie ai poteri del ragazzo, i due vengono fermati. Sylar uccide Dale mentre Claire, in ospedale, spiega al medico di sua madre i poteri dell'Haitiano, ma la donna non le crede. Matt si incontra con Ted e Hana, che cercano di convincerlo a passare dalla loro parte e di torchiare Bennet, mentre questi e Claire hanno un confronto: l'uomo allora spiega alla figlia dell'attacco di Sylar, ma la ragazza non lo perdona. Mohinder e Sylar ritornano da Dale, ma il killer convince il genetista a fuggire e a non chiamare la polizia. Hiro decide di proseguire da solo il suo viaggio per non mettere più in pericolo Ando, mentre Matt e Ted arrivano a casa dei Bennet prendendo la famiglia in ostaggio. Peter arriva a casa di Isaac e lo attacca per il tradimento subìto: il pittore prende quindi la pistola che gli aveva consegnato Bennet e fa fuoco, uccidendo però la sopraggiunta Simone.
- Altri interpreti: Matthew John Armstrong (Ted Sprague), Bill Fagerbakke (Gustafson), Elizabeth Lackey (Janice Parkman), Rusty Schwimmer (Dale Smither), Stana Katic (Hana Gitelman), Christina Haag (Dr. Lindale), Stan Lee (Guidatore di autobus), Missi Pyle (Hope), Christopher Eccleston (Claude), Lilas Lane (Kira, aiutante di Nathan), Randall Bentley (Lyle Bennet)
- Ascolti Italia: telespettatori: 1.775.000 – share: 7.50%[9] (conteggio fatto sugli episodi Corri!, Inatteso e L'uomo dell'impresa)

## L'uomo dell'impresa
- Titolo originale:  Company Man
- Diretto da: Allan Arkush
- Scritto da: Bryan Fuller e Tim Kring

### Trama
Ted Sprague e Matt, arrivati a casa Bennet per trovare informazioni con cui incastrare il padre di Claire, vengono scovati dalla famiglia, di rientro dall'ospedale dove era in cura la madre della cheerleader. 
Un flashback, risalente a quindici anni prima, mostra il momento in cui il signor Bennet cominciò a lavorare sotto copertura alla fabbrica di carta in coppia con Claude.
Matt, leggendo i pensieri di Claire, tenta di costringere il padre della ragazza a confessare. Matt e Claire continuano a parlare fino a nominare Peter.
Un altro flashback, stavolta ambientato quattordici anni prima, mostra il giorno in cui il padre di Hiro affidò Claire in fasce al signor Bennet, dicendogli che se mai avesse manifestato dei poteri, se la sarebbero ripresa. 
Il signor Bennet tenta di prendere un'arma, ma Ted e Matt lo fermano; per distrarre Sprague dall'uccidere la moglie dell'uomo, Claire e il padre comunicano mentalmente al poliziotto di sparare alla ragazza: i due la portano in camera sua e il padre le dice che la gente per cui lavora non sa niente dei suoi poteri; Sprague, poco convinto dalla versione che gli raccontano, incarica il signor Bennet e Matt di andare alla fabbrica, trovare tutte le prove e tornare entro un'ora. I due, alla fabbrica, si mettono d'accordo e vengono poi raggiunti dall'Haitiano, che accetta di aiutarli. 
Un altro flashback, ora sette anni prima, mostra il momento in cui il signor Bennet, su ordine dell'Impresa, tentò di uccidere Claude, accusato di nascondere un soggetto con poteri. 
Claire tenta di mettere in salvo sua madre Sandra e il fratello Lyle ma Ted la ferma e la donna vede i poteri della ragazza. Il signor Bennet, Matt e l'Haitiano arrivano a casa del primo e, convincendo Ted, lasciano che la famiglia venga liberata; in quel momento arriva anche il superiore del signor Bennet, Thompson, il quale ferisce Ted: questi comincia a disperdere radiazioni fino a che Claire riesce a fermarlo grazie al sedativo datole dal padre. Thompson prende quindi in custodia Ted e Matt. 
L'ultimo flashback, ora tre anni prima, mostra il momento in cui il signor Bennet confessò a Claire di non essere il suo padre biologico; 
l'uomo, infine, raggiunto lo stesso ponte in cui tentò di uccidere Claude, si fa sparare in un punto non mortale dall'Haitiano, facendosi poi cancellare i ricordi.
- Altri interpreti: Eric Roberts (Thompson), Matthew John Armstrong (Ted Sprague), Missy Peregrym (Candice Wilmer), George Takei (Kaito Nakamura), Christopher Eccleston (Claude), Randall Bentley (Lyle Bennet), Sheku Fofana (Giovane haitiano), Garrett Masuda (Giovane asiatica)
- Ascolti Italia: telespettatori: 1.775.000 – share: 7.50%[9] (conteggio fatto sugli episodi Corri!, Inatteso e L'uomo dell'impresa)

## Parassita
- Titolo originale: Parasite
- Diretto da: Kevin Bray
- Scritto da: Tim Kring e Christopher Zatta

### Trama
L'Haitiano, in fuga con Claire, le comunica che fuggiranno dal paese la sera stessa, mentre Matt viene sfruttato dal Thompson e la sua nuova recluta, Candice, per scoprire quanto in realtà sappia il signor Bennet, che non ricorda gli ultimi eventi. Nathan riceve la visita di due agenti dell'FBI, che gli chiedono di registrare il suo prossimo incontro con Linderman per incastrare quest'ultimo; non appena i due se ne vanno, Peter appare e chiede spiegazioni al fratello, dicendogli inoltre della morte di Simone. I due quindi concordano di andare a trovare Mohinder. Il signor Bennet torna dalla moglie e questa gli spiega il piano che lui stesso ha architettato prima che i suoi ultimi ricordi fossero cancellati, poi i due non vengono raggiunti da Candice, che gli comunica l'omicidio di Simone da parte di Isaac. Mohinder confessa a Sylar di averlo scoperto e questi sviene, mentre Hiro e Nathan entrano nel casinò di Linderman. Claire, con uno stratagemma, riesce a separarsi dall'Haitiano, mentre Isaac, proprio quando riceve la visita della polizia, vede arrivare a casa sua anche Simone: si tratta in realtà del potere di Candice, capace di creare illusioni, che arriva a casa dell'artista assieme al signor Bennet. DL scopre che Niki, in realtà Jessica, lavora per Linderman mentre Mohinder, dopo aver paralizzato Sylar con il curaro, ne preleva il liquido spinale per proseguire la ricerca del padre. Hiro arriva dal curatore di Linderman e tenta di prendere la spada; l'uomo aziona l'antifurto, ma in soccorso del giovane giapponese arriva Ando. Nathan si sta recando da Linderman, quando Jessica uccide i due agenti dell'FBI con cui l'uomo era in accordo. Sylar si libera e costringe Mohinder a dargli la lista con tutti i soggetti con poteri mentre Isaac, grazie al suo potere, dipinge la propria morte. Niki riesce ad avvertire Nathan del pericolo che corre, dato che Linderman ha scoperto il suo doppio gioco, mentre Candice, grazie ai suoi poteri, smaschera il signor Bennet. Hiro e Ando si teletrasportano nel futuro, dopo l'esplosione nucleare, mentre Claire giunge a casa di Peter, trovandovi la madre del giovane, che le rivela di essere sua nonna paterna, e l'Haitiano. Nathan decide di uccidere Linderman: questi, dopo avergli detto che conosce i poteri suoi e della sua famiglia, gli offre la vittoria delle elezioni e successivamente la presidenza degli Stati Uniti e Nathan ha un ripensamento. Peter, infine, arriva a casa di Mohinder, dove viene immobilizzato da Sylar, che si appresta ad ucciderlo per scoprire il funzionamento del suo potere.
- Altri interpreti: Eric Roberts (Thompson), Missy Peregrym (Candice Wilmer), Ian Gomez (Commerciante d'arte), Eugene Byrd (Manager della campagna), Matt North (Guardia di Linderman), David Barrera (Agente federale Quesada), Markus Flanagan (Agende federale Alonso), Malcolm McDowell (Mr. Linderman), Dutch Johnson (Guardia di Linderman), Annie McKnight (Agente della sicurezza), Martez Covington (Guardia della sicurezza), Louis Iacoviello (Detective)
- Ascolti Italia: telespettatori: 1.606.000 – share: 5,89%[10]

## 0,07%
- Titolo originale: .07%
- Diretto da: Adam Kane
- Scritto da: Chuck Kim e Tim Kring

### Trama
Il signor Bennet si ritrova nella prigione dell'Impresa, mettendosi in contatto telepatico con Matt, mentre Linderman mostra a Nathan il suo potere curativo dicendogli di voler salvare il mondo: l'uomo, in particolare, dice di voler far in modo che l'esplosione accada così che la tragedia spinga gli uomini ad essere più uniti e a creare un mondo migliore e che l'esplosione si terrà il giorno dopo le elezioni. Matt, seguendo le indicazioni del signor Bennet, riesce ad evadere, mentre Peter, nonostante l'aiuto di Mohinder, muore nello scontro con Sylar a causa di un frammento di vetro nel cervello. La signora Petrelli spiega a Claire i suoi legami familiari e che deve fuggire, mentre Sylar trova l'indirizzo di Isaac. DL parla con Jessica, che viene poi raggiunta dagli uomini di Linderman, mentre Matt libera Ted. Mohinder porta Peter a casa della madre mentre Linderman chiede a Jessica di portargli Micah per usare il suo potere. Matt e Ted liberano il signor Bennet mentre Nathan giunge a casa della madre; Claire si unisce a loro e, dopo avergli tolto il frammento dalla testa, Peter si risveglia. Matt, Ted e il signor Bennet decidono di partire per New York per fermare Linderman, che foraggia l'Impresa, mentre Candice, fingendosi Niki, convince Micah a lavorare per Linderman. Mohinder contatta Thompson, l'uomo dell'Impresa, che gli propone di collaborare mentre Sylar raggiunge Isaac, che accetta serenamente la propria sorte perché ha dipinto la morte del killer e l'impedimento dell'esplosione. Nathan chiede a Claire di attendere fino alle elezioni mentre Sylar, copiato il potere di Isaac, si dipinge come Presidente. Hiro e Ando, che si trovano cinque anni nel futuro, decidono di scoprire perché non sono riusciti a fermare l'esplosione e arrivano a casa di Isaac, dove trovano una linea temporale e l'Hiro del futuro.
- Altri interpreti: Eric Roberts (Thompson), Missy Peregrym (Candice Wilmer), Matthew John Armstrong (Ted Sprague), Malcolm McDowell (Linderman), Sally Champlin (Cameriera), Dutch Johnson (Guardia di Linderman), David S. Jung (Corriere fan), Paul Ganus (Agente della Primatech), Ben Davis (Guardia di Linderman).

## Fra cinque anni
- Titolo originale: Five Years Gone
- Diretto da: Paul A. Edwards
- Scritto da: Joe Pokaski

### Trama
L'Hiro del futuro comunica a Ando e alla sua controparte del presente che è stato Sylar a farsi esplodere e che i fili che si trovano nello studio di Isaac collegano gli eventi che hanno portato all'esplosione. L'Hiro del futuro, dopo aver saputo che Peter ha salvato Claire, incarica la sua controparte di uccidere Sylar il giorno dell'esplosione, ovvero il giorno dopo le elezioni; in quel momento fanno irruzione nell'edificio Matt, l'Haitiano e altri uomini, che riescono a mettere le mani sull'Hiro del presente. L'Hiro del futuro spiega ad Ando che quegli uomini fanno parte di una forza speciale del governo incaricata di fermare i terroristi e che il mondo, dopo l'esplosione, è diventato un posto ancora più oscuro; i due, quindi, decidono di andare da Peter a Las Vegas. Hiro e Ando raggiungono uno strip club e Jessica, compagna ora di Peter, li indirizza dal signor Bennet in Texas; Peter, con una profonda cicatrice in volto, si palesa poi appena Hiro e Ando se ne vanno. Matt interroga l'Hiro del presente e dopo chiama Nathan, ora Presidente degli Stati Uniti, il quale si incontra poi con Mohinder; questi confessa che non è possibile curare i soggetti con poteri e quindi Nathan decide di sterminarli. Il signor Bennet e Hana Gitelman, alla fabbrica della carta, lavorano per mettere al sicuro le famiglie con soggetti dotati di poteri e vengono raggiunti da Ando e l'Hiro del futuro, i quali, dicendogli che nel presente Claire è viva, convincono l'uomo a collaborare. Mohinder e Matt, analizzando la linea temporale, scoprono che essa ha due punti centrali, il giorno dell'esplosione e il giorno in cui l'Hiro del futuro raggiunse Peter nella metropolitana, e il genetista comunica al poliziotto il messaggio su Claire. Il signor Bennet raggiunge la figlia, che ora vive sotto incognita ed è in procinto di sposarsi, dicendole che deve fuggire di nuovo. L'Hiro del futuro è sul punto di fare un'importante rivelazione ad Ando quando i due vengono attaccati da Matt e i suoi uomini, dai quali vengono però salvati da Peter. Matt raggiunge quindi il signor Bennet, coi quali si scambiano favori per mantenere al sicuro le proprie famiglie, ma il poliziotto, dopo aver ucciso Hana, scruta la sua mente per scoprire dove si trova Claire. Mohinder interroga l'Hiro del presente mostrandogli l'ultimo numero del fumetto di Isaac, dove il ragazzo uccide Sylar, mentre Peter confessa ad Ando che lui è morto nell'esplosione e che il cambiamento in Hiro è dovuto proprio alla sua morte. Nathan spiega a Mohinder il suo piano e i due vengono raggiunti da Matt, che conduce il Presidente dalla figlia: l'uomo le fa quindi un delirante discorso per poi ucciderla per assorbire il suo potere, essendo in realtà Sylar. L'Hiro del futuro e Ando hanno un confronto mentre Peter confessa a Niki (Jessica non esiste più) di aver provocato lui l'esplosione, per poi andarsene con Hiro e Ando per sistemare le cose. Mohinder uccide l'Haitiano e libera l'Hiro del presente; i due vengono raggiunti dall'Hiro del futuro, Peter e Ando, ma poco prima che il primo portasse indietro la sua controparte e Ando, viene ucciso da Matt, dopo aver consegnato ad Ando una pagina del fumetto. Sylar raggiunge l'edificio e comincia a combattere con Peter mentre Ando e Hiro ritornano nel presente, decisi ad uccidere Sylar.
- Altri interpreti: Kellan Lutz (Andy), Stana Katic (Hana Gitelman), Sterling Beaumon (ragazzo della gru), Keith Burke (Ufficiale della SWAT), Rebecca Tilney (mamma), Brian Morri (babbo), Shang Forbes (barista).
- Ascolti Italia: telespettatori: 1.220.000 – share: 10,58%[11]

## La parte difficile
- Titolo originale: The Hard Part
- Diretto da: John Badham
- Scritto da: Aron Eli Coleite e Tim Kring

### Trama
Peter, cercando di convincere Claire a non andarsene, le racconta che esploderà e la nipote gli parla allora di Ted Sprague mentre questi, Matt e il signor Bennet sono diretti a New York per fermare il sistema di tracciamento dell'Impresa, detto "Walker System". Sylar dipinge sé stesso e Ted e, capendo che sarà lui ad esplodere, chiama Mohinder per chiedergli aiuto, ma la telefonata non porta a buon fine. DL e Jessica, spinta da Niki, partono per riprendersi Micah, mentre Mohinder si incontra con Thompson, col quale stringe un accordo per fermare Sylar: l'agente dell'Impresa mostra al genetista Molly Walker, la bambina salvata da Matt affetta dalla stessa malattia che uccise Shanti, sorella dell'indiano, e Thompson lo convince ad aiutarla così da ottenere un modo per fermare Sylar. Ando e Hiro arrivano a casa di Isaac e riescono a sfuggire a Sylar per un pelo. DL e Jessica arrivano nel caveau di Linderman e scoprono che l'uomo ha pilotato tutta la loro vita. Molly spiega a Mohinder di avere il potere di trovare chiunque voglia in tutto il mondo mentre Peter e Claire parlano a Nathan di Ted; l'uomo, tuttavia, una volta solo avverte Linderman. Sylar va a trovare la madre e Ando e Hiro lo seguono. Claire e Peter vedono Nathan parlare con Thompson mentre Micah tenta inutilmente di fuggire da Candice. Sylar mostra alcuni dei suoi poteri alla madre ferendola, mentre Molly e Mohinder trovano una foto della sorella di quest'ultimo. Sylar uccide inavvertitamente la madre: Hiro tenta di approfittarne per ucciderlo, ma non ci riesce e fugge all'ultimo istante con Ando. Mohinder capisce che la chiave per salvare Molly è il suo sangue mentre Hiro mostra ad Ando che Sylar ha distrutto la sua spada. Peter spiega a Claire il suo piano per fermare Ted mentre la signora Petrelli incoraggia Nathan. Claire e Peter raggiungono Ted, Matt e il signor Bennet, ma l'infermiere, copiato il potere di Sprague, comincia a liberare radiazioni.
- Altri interpreti: Ellen Greene (Virginia Gray), Matthew John Armstrong (Ted Sprague), Missy Peregrym (Candice Wilmer), Rena Sofer (Heidi Petrelli), Eric Roberts (Thompson), Adair Tishler (Molly Walker), Justin Evans (Simon Petrelli), Jackson Wurth (Monty Petrelli), Geno Monteiro (aiutante di Petrelli).
- Ascolti Italia: telespettatori: 896.000 – share: 15,99%[11]

## Plebiscito
- Titolo originale: Landslide
- Diretto da: Greg Beeman
- Scritto da: Jesse Alexander e Tim Kring

### Trama
Peter, concentrandosi, riesce a controllare il suo nuovo potere mentre Ando e Hiro trovano un modo per riparare la spada. Ted viene convinto a fare come dice Claire ma Sylar è già sulle loro tracce. Linderman confessa a Nathan che anche suo padre aveva un potere speciale come loro per poi curare Heidi, la moglie di Nathan. Peter, Claire e Ted, diretti in Nebraska, si accorgono grazie ai poteri del primo che Sylar li sta seguendo mentre Hiro e Ando chiedono aiuto a Nathan per fermare la bomba, ma l'uomo si rifiuta. I due raggiungono quindi la bottega del signor Claremont, il riparatore della spada, ma qui vi trovano il padre di Hiro. Linderman raggiunge Candice e Micah, promettendogli il bene della sua famiglia in cambio del suo aiuto, mentre Audrey, grazie ad una soffiata di Sylar, arresta Ted. Il padre di Hiro gli dice di conoscere tutto ciò che lo riguarda e si propone di insegnargli come uccidere Sylar, dimostrando un'abilità eccezionale con la spada. Micah, assieme a Candice, fa ottenere a Nathan un grande numero di voti usando il suo potere sui computer dei seggi; l'uomo vince le elezioni ma subito dopo viene raggiunto da DL e Jessica, coi quali fa un patto. I due, successivamente, incontrano Matt e il signor Bennet e insieme decidono di recarsi tutti da Linderman. Raggiunto il piano dove si trova Molly, Bennet uccide Thompson per poi minacciare Molly davanti a Mohinder. Sylar trova Ted e ne assorbe il potere uccidendolo. Terminato l'addestramento col padre, Hiro scopre che Ando ha comprato una spada e si è messo sulle tracce di Sylar al suo posto mentre Peter e Claire scoprono la morte di Ted. DL e Jessica raggiungono Linderman: questi propone alla donna di uccidere il marito per venti milioni, ma Niki, risvegliatasi, rifiuta; Linderman, quindi, le spara, ma DL le fa da scudo e subito dopo uccide Linderman. Nathan tiene il suo discorso di celebrazione della vittoria mentre infine Sylar si appresta a distruggere la città.
- Altri interpreti: Eric Roberts (Thompson), Clea DuVall (Audrey Hanson), Matthew John Armstrong (Ted Sprague), Missy Peregrym (Candice Wilmer), Richard Roundtree (Charles Deveaux), Bart McCarthy (Claremont), Rena Sofer (Heidi Petrelli), George Takei (Kaito Nakamura), Malcolm McDowell (Linderman), Adair Tishler (Molly Walker), Justin Evans (Simon Petrelli), Jackson Wurth (Monty Petrelli), Geno Monteiro (aiutante di Petrelli), Garrett Masuda (Hiro da giovane), Nina Mann (Addetto ai sondaggi), Kimleigh Smith (donna afroamericana), Jack Guzman (Guardia della sicurezza), Kelvin Brown (poliziotto grasso), Dan Warner (poliziotto magro)
- Ascolti Italia: telespettatori: 1.270.000 – share: 10,82%[12]

## Come si ferma un uomo che esplode
- Titolo originale: How to Stop an Exploding Man
- Diretto da: Allan Arkush
- Scritto da: Tim Kring

### Trama
DL e Niki riescono a fuggire mentre Molly e Matt si riconoscono a vicenda. Hiro decide di salvare Ando mentre Sylar, nello studio di Isaac, dipinge il suo scontro con Peter. La signora Petrelli comunica a Nathan la morte di Linderman mentre il signor Bennet riceve la chiamata di Claire, che gli comunica la morte di Ted; l'uomo allora dice a Peter di raggiungerlo quando lo chiamerà, in modo da localizzare Sylar grazie a Molly, e successivamente lui e Claire si incontrano con Nathan. Peter capisce di non potersi fidare del fratello e, quando si accorge che Claire è sparita, comincia ad emettere radiazioni per poi svenire. Molly, dopo aver detto a Mohinder e gli altri che l'unica persona che non riesce a trovare è addirittura più malvagia di Sylar e capace di vederla a sua volta, localizza il killer nello studio di Isaac; il signor Bennet telefona alla figlia e, dopo averle detto di scappare solo una volta uscita dalla città, decide di trovare Peter, ma Matt si mette comunque sulle tracce di Sylar. Peter si risveglia e vede il suo primo incontro con Simone, sentendo poi la discussione su di lui tra la madre e Charles Deveaux, che poi si accorge della sua presenza. Ando arriva allo studio di Isaac, ma Sylar lo ferma e, poco prima di ucciderlo, Hiro lo salva. Niki trova il cadavere di Micah e Jessica le addossa la colpa attaccandola, mentre Molly comunica a Mohinder che Sylar li ha raggiunti. Claire riesce a fuggire dalla nonna e dal padre mentre Niki, grazie ai consigli della vera Jessica, sconfigge Candice, che si era finta la sorella della donna, e trova il vero Micah. Mohinder e Molly trovano DL mentre Hiro, riportato Ando in Giappone, gli lascia la sua spada prendendo quella dell'amico e lo saluta. Peter, dopo aver parlato con il signor Deveaux, viene svegliato dal signor Bennet, che si dichiara pronto ad aiutarlo a fermare Sylar e gli comunica il suo vero nome, Noah, riconoscente per quanto ha fatto per Claire. Peter, aiutato da tutti i presenti nell'edificio, comincia a combattere con Sylar finché non inizia ad emettere radiazioni: a questo punto appare Hiro, che trafigge Sylar; questi scaglia allora il giovane giapponese contro un palazzo per poi morire: Hiro si teletrasporta evitando l'impatto mentre Peter, poco prima che Claire gli sparasse per fermarlo come pattuito, viene portato via da Nathan, che lo fa detonare nell'atmosfera. Il corpo di Sylar sembra venir trascinato nelle fogne, mentre Hiro si ritrova nei pressi di Kyoto nel 1671, assistendo ad una battaglia tra samurai, tra i quali Kensei, e ad un'altra eclissi solare.
- Altri interpreti: Missy Peregrym (Candice Wilmer), George Takei (Kaito Nakamura), Richard Roundtree (Charles Deveaux), Adair Tishler (Molly Walker).
- Ascolti Italia: telespettatori: 798.000 – share: 14,63%[12]